# Stedelijk Museumgebouw
Het Stedelijk Museumgebouw is een gebouw in Amsterdam uit 1895 ontworpen door stadsarchitect Adriaan Willem Weissman voor de huisvesting van verschillende stadscollecties onder de naam Stedelijk Museum.

## Ontstaan
Tot de bouw werd door de gemeenteraad besloten om huisvesting te bieden aan de Suasso-collectie, de Vereeniging tot het Vormen van eene Openbare Verzameling van Hedendaagsche Kunst en de Tentoonstelling van Levende Meesters. Financieel werd het gebouw mogelijk gemaakt door een gift van de familie Van Eeghen en het legaat van Sophia Adriana Lopez Suasso-de Bruijn.

## Interieur
De begane grond van het museumgebouw werd ingericht met stijlkamers. De eerste verdieping met noordelijke dakvensters was bestemd voor beeldende kunst. In 1938 liet Sandberg de expositieruimtes binnen wit verven, waardoor 'white cube'-expositiezalen ontstonden. De stijlkamers zijn in de jaren zeventig verwijderd en de delen opgeslagen.

## Exterieur
Het gebouw verwijst met de topgevel en het torentje en het exterieur, opgetrokken uit natuur- en rode baksteen, naar de zestiende-eeuwse Hollandse renaissancebouwkunst. 
In 1954 verrees aan de Van Baerlestraat een nieuwe vleugel naar idee van Sandberg, later in de volksmond bekend als de Sandbergvleugel. De zware gesloten voordeuren werden vervangen door een glazen entree. De Sandbergvleugel werd in 2004 afgebroken en vervangen voor een nieuwe vleugel (de badkuip), die in 2012 - na een ingrijpende renovatie van het museumgebouw, waarbij o.a. de hoofdingang naar het Museumplein werd verlegd - werd geopend.